# Lilium bolanderi
Lilium bolanderi är en liljeväxtart som beskrevs av Sereno Watson. Lilium bolanderi ingår i släktet liljor, och familjen liljeväxter. Inga underarter finns listade.